# Département de San Ignacio
Pour les articles homonymes, voir San Ignacio.
Le département de San Ignacio est une des 17 subdivisions de la province de Misiones, en Argentine. Son chef-lieu est la ville de San Ignacio.
Le département a une superficie de 1 662 km2. Sa population s'élevait à 55 038 habitants au recensement de 2001 (INDEC).